# Marinebasis Coulport
Die Marinebasis Coulport ist ein Marinestützpunkt der Royal Navy bei Coulport in der Council Area Argyll and Bute in Schottland.
Die Basis liegt auf einer Halbinsel zwischen Helensburgh und dem Argyll Waldpark. Die mit dichtem Heidekraut bedeckte Halbinsel wurde zur Basis der Nuklearwaffen des Vereinigten Königreichs ausgebaut.
Das Royal Naval Armaments Depot (RNAD) liegt im Bereich des Flusses Clyde. Sechzehn Atombomben-Bunker sind hier vorhanden, in denen Trident-Raketen mit atomaren Gefechtsköpfen lagern.
In Coulport werden auch konventionelle Torpedos gelagert. Außerdem existieren Einrichtungen, um U-Boote mit Waffen zu beladen.